# 新家駅
新家駅（しんげえき）は、大阪府泉南市新家にある、西日本旅客鉄道（JR西日本）阪和線の駅である。駅番号はJR-R47。

## 歴史
- 1930年（昭和5年）6月16日：阪和電気鉄道の和泉府中駅 - 阪和東和歌山駅（現在の和歌山駅）間延伸により、新家停留場として開業[1]。
- 1931年（昭和6年）3月3日：停留場から駅に格上げされ、新家駅となる（1月12日届出、3月3日認可）[1]。側線を新設し貨物取扱を開始[2]
- 1940年（昭和15年）12月1日：阪和電気鉄道が南海鉄道に吸収合併され、南海山手線の駅となる[3]。
- 1944年（昭和19年）5月1日：戦時買収により国有化され、運輸通信省（国鉄）阪和線の駅となる[3][1]。
- 1962年（昭和37年）2月1日：貨物の取り扱いを廃止[1]。
- 1972年（昭和47年）4月1日：荷物扱い廃止[1]。
- 1987年（昭和62年）4月1日：国鉄分割民営化により、西日本旅客鉄道（JR西日本）の駅となる[3][1]。
- 1993年（平成5年）7月1日：阪和線運行管理システム（初代）導入。
- 1998年（平成10年）6月17日：自動改札機を設置し、供用開始[4]。
- 2003年（平成15年）11月1日：ICカード「ICOCA」の利用が可能となる[5]。
- 2013年（平成25年）9月28日：阪和線運行管理システムを2代目のものに更新。
- 2014年（平成26年）6月15日：西口新設。
- 2018年（平成30年）3月17日：駅ナンバリングが導入され、使用を開始。
- 2019年（平成31年）3月31日：この日をもってみどりの窓口が営業終了。
- 2021年（令和3年）7月1日：駅業務がJR西日本メンテックからJR西日本交通サービスに移管された。

## 駅構造
相対式ホーム2面2線を持つ地上駅で、分岐器や絶対信号機がない停留所に分類される。駅舎は和歌山方面行ホーム和歌山寄りにあり、反対側の天王寺方面行ホームへは跨線橋で結んでいたが、2014年6月15日に天王寺方面行ホームに西口が設置され、線路両側から入場できるようになっている。従来の駅入口は東口となった。
ホームへ上がる車椅子用スロープは、下り和歌山方面ホームは駅務室側に、上り天王寺方面ホームは駅務室から見ると踏切を渡ってホーム横にある。便所は2006年3月より男女別水洗式便所に改修済み。洋式・身障者用便所も備えている。
和泉砂川駅が管理している、業務委託駅である。以前は直営駅であったが、2019年度より、JR西日本メンテックが駅業務を受託する業務委託駅に変更。2021年（令和3年）7月1日より、JR西日本交通サービスに移管された。
自動券売機が設置されている。ICカード「ICOCA」を利用することができる（相互利用可能ICカードはICOCAの項を参照）。

### のりば
| のりば | 路線   | 方向 | 行先       |
| ------ | ------ | ---- | ---------- |
| 1      | 阪和線 | 下り | 和歌山方面 |
| 2      | 阪和線 | 上り | 天王寺方面 |

## 利用状況
2023年（令和5年）度の一日平均乗車人員は2,276人である。
各年度の1日の平均乗車人員は以下の通りである。
| 年度               | 1日平均 乗車人員 | 出典          |
| ------------------ | ---------------- | ------------- |
| 1988年（昭和63年） | 4,131            | [ 大阪府 1 ]  |
| 1989年（平成元年） | 4,139            | [ 大阪府 1 ]  |
| 1990年（平成02年） | 4,291            | [ 大阪府 2 ]  |
| 1991年（平成03年） | 4,439            | [ 大阪府 3 ]  |
| 1992年（平成04年） | 4,516            | [ 大阪府 4 ]  |
| 1993年（平成05年） | 4,440            | [ 大阪府 5 ]  |
| 1994年（平成06年） | 4,412            | [ 大阪府 6 ]  |
| 1995年（平成07年） | 4,476            | [ 大阪府 7 ]  |
| 1996年（平成08年） | 4,479            | [ 大阪府 8 ]  |
| 1997年（平成09年） | 4,326            | [ 大阪府 9 ]  |
| 1998年（平成10年） | 4,224            | [ 大阪府 10 ] |
| 1999年（平成11年） | 4,050            | [ 大阪府 11 ] |
| 2000年（平成12年） | 3,868            | [ 大阪府 12 ] |
| 2001年（平成13年） | 3,736            | [ 大阪府 13 ] |
| 2002年（平成14年） | 3,660            | [ 大阪府 14 ] |
| 2003年（平成15年） | 3,584            | [ 大阪府 15 ] |
| 2004年（平成16年） | 3,434            | [ 大阪府 16 ] |
| 2005年（平成17年） | 3,243            | [ 大阪府 17 ] |
| 2006年（平成18年） | 3,135            | [ 大阪府 18 ] |
| 2007年（平成19年） | 3,030            | [ 大阪府 19 ] |
| 2008年（平成20年） | 2,937            | [ 大阪府 20 ] |
| 2009年（平成21年） | 2,793            | [ 大阪府 21 ] |
| 2010年（平成22年） | 2,753            | [ 大阪府 22 ] |
| 2011年（平成23年） | 2,745            | [ 大阪府 23 ] |
| 2012年（平成24年） | 2,708            | [ 大阪府 24 ] |
| 2013年（平成25年） | 2,733            | [ 大阪府 25 ] |
| 2014年（平成26年） | 2,636            | [ 大阪府 26 ] |
| 2015年（平成27年） | 2,711            | [ 大阪府 27 ] |
| 2016年（平成28年） | 2,754            | [ 大阪府 28 ] |
| 2017年（平成29年） | 2,756            | [ 大阪府 29 ] |
| 2018年（平成30年） | 2,719            | [ 大阪府 30 ] |
| 2019年（令和元年） | 2,706            | [ 大阪府 31 ] |
| 2020年（令和02年） | 2,198            | [ 大阪府 32 ] |
| 2021年（令和03年） | 2,181            | [ 大阪府 33 ] |
| 2022年（令和04年） | 2,259            | [ 大阪府 34 ] |
| 2023年（令和05年） | 2,276            | [ 大阪府 35 ] |

## 駅周辺
- 旧泉南市立新家幼稚園
- 新家公民館
- 泉南警察署新家交番
- 日本郵便 泉南新家郵便局
- 樫井古戦場跡（大坂夏の陣）
- 泉南市立一丘小学校

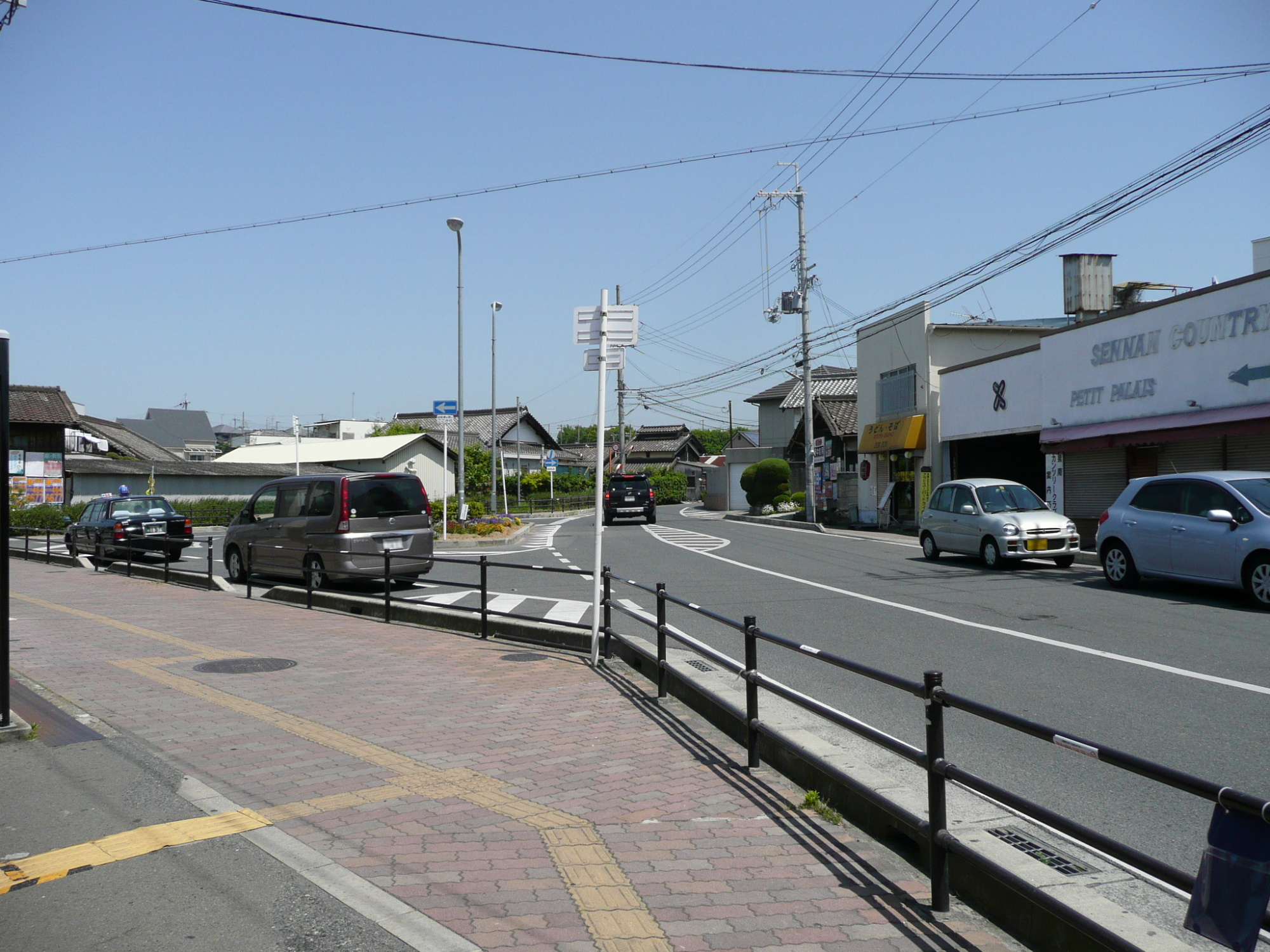
駅前北側
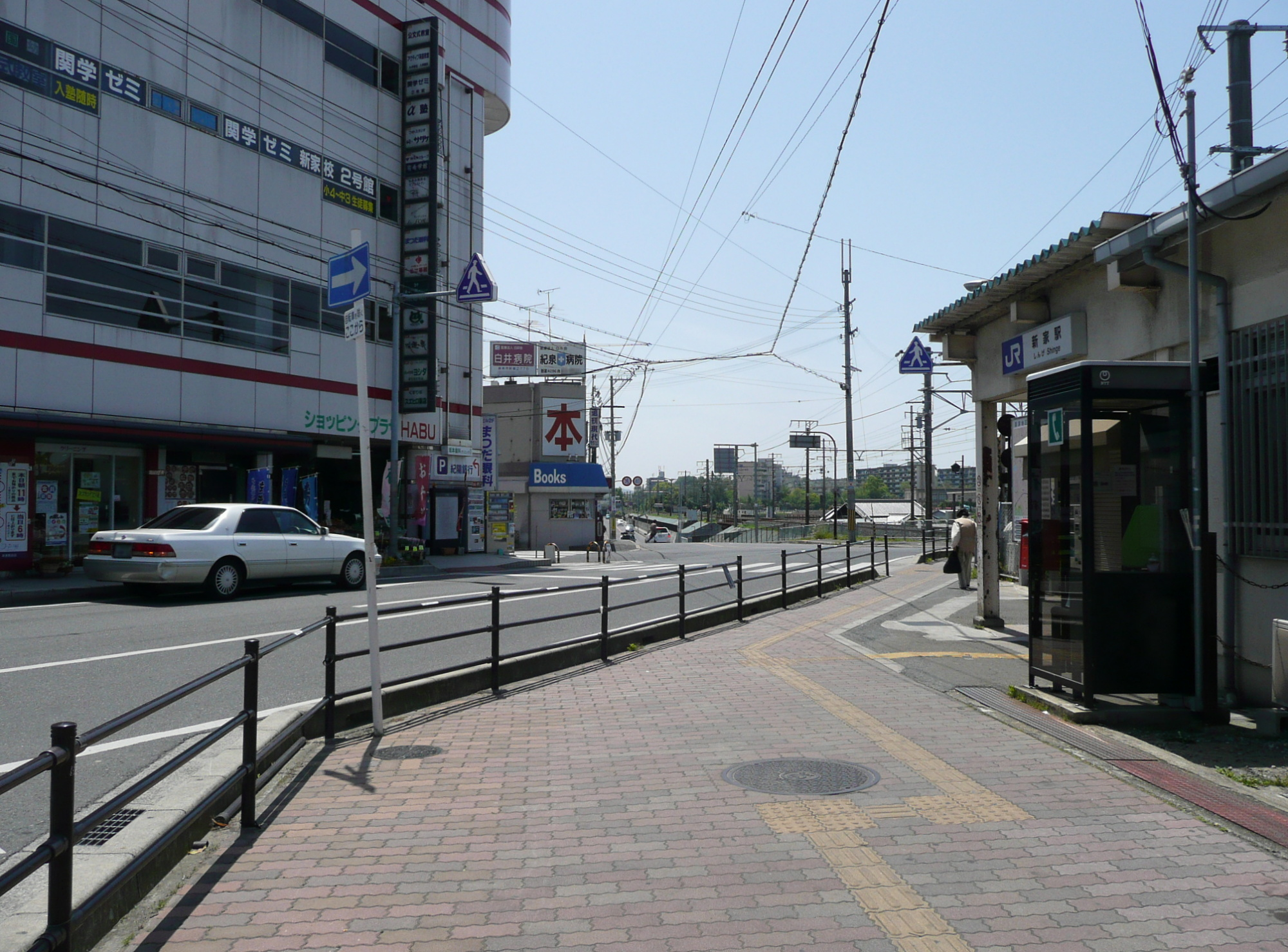
駅前南側

### バス路線
「新家駅前」停留所および「新家駅筋」停留所にて、泉南市コミュニティバスの路線が発着する。
新家駅前
- 新家A回り系統
- 新家B回り系統
- 朝・新家回り系統

新家駅筋
- 一丘A回り系統
- 一丘B回り系統

## 隣の駅
西日本旅客鉄道（JR西日本）
 阪和線
■快速・■直通快速
通過
■紀州路快速（朝の下りの一部は通過）・■区間快速（平日のみ運転）・■普通
長滝駅 (JR-R46) - 新家駅 (JR-R47) - 和泉砂川駅 (JR-R48)

### 記事本文

### 利用状況
1. ↑  大阪府統計年鑑 - 大阪府

大阪府統計年鑑
1. 1 2  大阪府統計年鑑（平成2年） (PDF)
2. ↑  大阪府統計年鑑（平成3年） (PDF)
3. ↑  大阪府統計年鑑（平成4年） (PDF)
4. ↑  大阪府統計年鑑（平成5年） (PDF)
5. ↑  大阪府統計年鑑（平成6年） (PDF)
6. ↑  大阪府統計年鑑（平成7年） (PDF)
7. ↑  大阪府統計年鑑（平成8年） (PDF)
8. ↑  大阪府統計年鑑（平成9年） (PDF)
9. ↑  大阪府統計年鑑（平成10年） (PDF)
10. ↑  大阪府統計年鑑（平成11年） (PDF)
11. ↑  大阪府統計年鑑（平成12年） (PDF)
12. ↑  大阪府統計年鑑（平成13年） (PDF)
13. ↑  大阪府統計年鑑（平成14年） (PDF)
14. ↑  大阪府統計年鑑（平成15年） (PDF)
15. ↑  大阪府統計年鑑（平成16年） (PDF)
16. ↑  大阪府統計年鑑（平成17年） (PDF)
17. ↑  大阪府統計年鑑（平成18年） (PDF)
18. ↑  大阪府統計年鑑（平成19年） (PDF)
19. ↑  大阪府統計年鑑（平成20年） (PDF)
20. ↑  大阪府統計年鑑（平成21年） (PDF)
21. ↑  大阪府統計年鑑（平成22年） (PDF)
22. ↑  大阪府統計年鑑（平成23年） (PDF)
23. ↑  大阪府統計年鑑（平成24年） (PDF)
24. ↑  大阪府統計年鑑（平成25年） (PDF)
25. ↑  大阪府統計年鑑（平成26年） (PDF)
26. ↑  大阪府統計年鑑（平成27年） (PDF)
27. ↑  大阪府統計年鑑（平成28年） (PDF)
28. ↑  大阪府統計年鑑（平成29年） (PDF)
29. ↑  大阪府統計年鑑（平成30年） (PDF)
30. ↑  大阪府統計年鑑（令和元年） (PDF)
31. ↑  大阪府統計年鑑（令和2年） (PDF)
32. ↑  大阪府統計年鑑（令和3年） (PDF)
33. ↑  大阪府統計年鑑（令和4年） (PDF)
34. ↑  大阪府統計年鑑（令和5年） (PDF)
35. ↑  大阪府統計年鑑（令和6年） (PDF)